# Cover band
Cover band (ang. cover band; IPA /ˌkʌvə ˈbænd/) – zespół muzyczny, często rockowy, grający piosenki skomponowane i wcześniej znane z występów innych grup lub solistów.
Te utwory, zwane cover versions, wykonywane są często w odmiennej aranżacji niż oryginalny utwór. Większość grup rockowych w swych początkach działa jako cover bands, istnieją jednak artyści, którzy przez całą swoją karierę działają jako cover bands lub cover artists lub często do tej roli wracają. Niekiedy kowery stają się bardziej znane i popularne od ich oryginałów.